# Більшовизм
Більшовизм (від більшовик) — революційна марксистська течія політичної думки і політичний режим, пов'язаний з формуванням жорстко централізованої, згуртованої і дисциплінованої партії соціальної революції, яка орієнтована на повалення існуючого капіталістичного державного ладу, захоплення влади і встановлення «диктатури пролетаріату».
Зародився на початку XX століття в Росії і був пов'язаним з діяльністю більшовицької фракції в складі РСДРП, перш за все — Володимира Леніна. Залишаючись на ґрунті марксизму, більшовизм в той же час увібрав в себе елементи ідеології і практики революціонерів другої половини 19 століття (С. Г. Нечаєва, П.Ткачова, М. Г. Чернишевського) і мав чимало спільного з такими російськими ліворадикальними течіями, як народництво і анархізм  . Основним теоретиком більшовизму був Ленін, крім нього до теоретиків більшовизму відносять Льва Троцького, Миколу Бухаріна, Євгенія Преображенського й іноді Розу Люксембург.
У жовтні 1917 року фракція більшовиків організувала збройне повстання проти Тимчасового уряду, сформованого іншими (в тому числі соціалістичними) партіями і захопила владу (див. Жовтневий переворот). Історичні наслідки цих дій як для Росії, так і для світу в цілому, мають полярні оцінки.
Деякі дослідники до більшовицької теорії відносять і діяльність Йосипа Сталіна, який очолював Комуністичну партію Радянського Союзу і одночасно володів всією повнотою державної влади в СРСР. Однак інші (як сучасники Сталіна, так і більш пізні) не змішують власне «більшовизм» і «сталінізм», вважаючи їх різноспрямованими (революційним і термідоріанським) явищами.
Термін «більшовизм», як згодом і «комунізм», усталений в західній історіографії в значенні певної сукупності особливостей радянської влади в певний політичний період. В даний час назву «більшовики» активно використовують різні групи сталіністів і троцькістів.

## Історія
Поняття більшовизм виникло на II з'їзді РСДРП (1903) в результаті розколу партії на дві фракції: прихильників Леніна та інших. Однією з основних причин розколу постало питання про партію нового типу. В ході роботи над Статутом РСДРП Володимир Ленін і Юлій Мартов запропонували дві різні редакції пункту про членство в партії. Ленін — членом партії є громадянин, який визнає програму і статут, який сплачує членські внески і працює в одній з партійних організацій. Мартов запропонував обмежитися першими двома вимогами. При виборах до центральних органів партії, більшість отримали прихильники Ленінської формулювання, після чого Ленін став називати свою фракцію «більшовиками», Мартов же назвав своїх прихильників «меншовиками». Хоча в подальшій історії РСДРП, прихильники Леніна часто виявлялися в меншості, за ними закріпилася політично-виграшна назва «більшовики» .
На IV з'їзді РСДРП у 1906 році організаційна єдність партії була тимчасово відновлена. На V з'їзді було обрано Центральний комітет, який через розбіжності між більшовиками і меншовиками виявився непрацездатним, і керівництво самочинно взяв на себе Більшовицький центр на чолі з Володимиром Леніним, створений під час з'їзду делегатами-більшовиками на одній зі своїх фракційних нарад.
На VI (Празькій) конференції РСДРП, що відбулася 18-30 (5-17) січня 1912 р. на загальнопартійній конференції РСДРП були представлені майже виключно прихильники Леніна. ЦК партії до цього часу фактично перестав існувати (останній його пленум відбувся в січні 1910 року), і партія виявилася без офіційного керівного центру. У зв'язку з цим на Празькій конференції був обраний більшовицький ЦК.
У 1916 році Ленін написав свою роботу «Імперіалізм як вища стадія капіталізму». У цій роботі була висловлена і теоретично обґрунтована теза про нерівномірність економічного і політичного розвитку капіталізму в епоху імперіалізму, з чого випливає висновок про можливість перемоги соціалізму спочатку в декількох або в одній окремо взятій країні, недостатньо розвиненій економічно, — такій, як Росія — при умови, що на чолі революційного руху встане дисциплінований авангард, готовий йти до кінця, до встановлення диктатури пролетаріату.
Відразу ж після початку Першої світової війни Ленін і його прихильники висунули гасло поразки царизму у війні і перетворення війни імперіалістичної у війну громадянську. Саме з цим була пов'язана ленінська критика так званих « соціал-шовіністів», що підтримують свої уряди в світовій війні. Громадянська війна розглядалася Леніним як «неминуче продовження, розвиток і загострення класової боротьби».
Провідні діячі більшовицької фракції до початку Лютневої революції в основному знаходилися на засланні або в еміграції, а тому більшовики не взяли в ній організованої участі. Повернуті із заслання більшовицькі керівники, що увійшли поряд з меншовиками і есерами до складу Петроради, в перший час схилялися до співпраці з Тимчасовим урядом.
Ленін же з самого початку, ще перебуваючи за кордоном, наполягав на негайному розриві Петроради з Тимчасовим урядом заради активної підготовки переходу від буржуазно-демократичного до наступного, «пролетарського», етапу революції, захоплення влади і припинення війни. Повернувшись до Росії, він виступив з новою програмою дій для більшовицької партії — «Квітневими тезами», — в яких поставив на порядок денний вимогу передачі всієї повноти влади Радам в інтересах пролетаріату і найбіднішого селянства. Натрапивши на опір навіть серед представників «теоретичного», «наукового» більшовизму, Ленін зумів його подолати, спираючись на підтримку низів — партійних організацій на місцях, прихильників негайних практичних дій. В ході такої бурхливої полеміки про можливість соціалізму в Росії Ленін відкидав всі критичні аргументи меншовиків, есерів та інших політичних супротивників про неготовність країни до соціалістичної революції з огляду на її економічну відсталість, слабкість, недостатню культурність і організованість трудящих мас, в тому числі пролетаріату, про небезпеку розколу революційно-демократичних сил і неминучість громадянської війни.
У квітні 1917 року розкол РСДРП був остаточно оформлений. В ході гострої дискусії на 7-й Всеросійській (Квітневій) конференції РСДРП (б) (24-29 квітня), «Квітневі тези» отримали підтримку більшості делегатів з місць і лягли в основу політики всієї партії. Більшовицька фракція стала іменуватися Російською соціал-демократичною робітничою партією (більшовиків).
Таким чином, РСДРП була перейменована в РСДРП (б) на VII (Квітневій) конференції у 1917 р. У березні 1918 р. партія взяла назву РКП (б), а в грудні 1925 р. — ВКП (б). На XIX з'їзді в жовтні 1952 р ВКП (б) була перейменована в КПРС.
У 1990 році на останньому, XXVIII з'їзді КПРС під час легалізації політичних платформ всередині КПРС, була сформована «Більшовицька платформа», що дала початок кільком сучасним політичним партіям і громадським рухам.

## Більшовизм і приватна власність

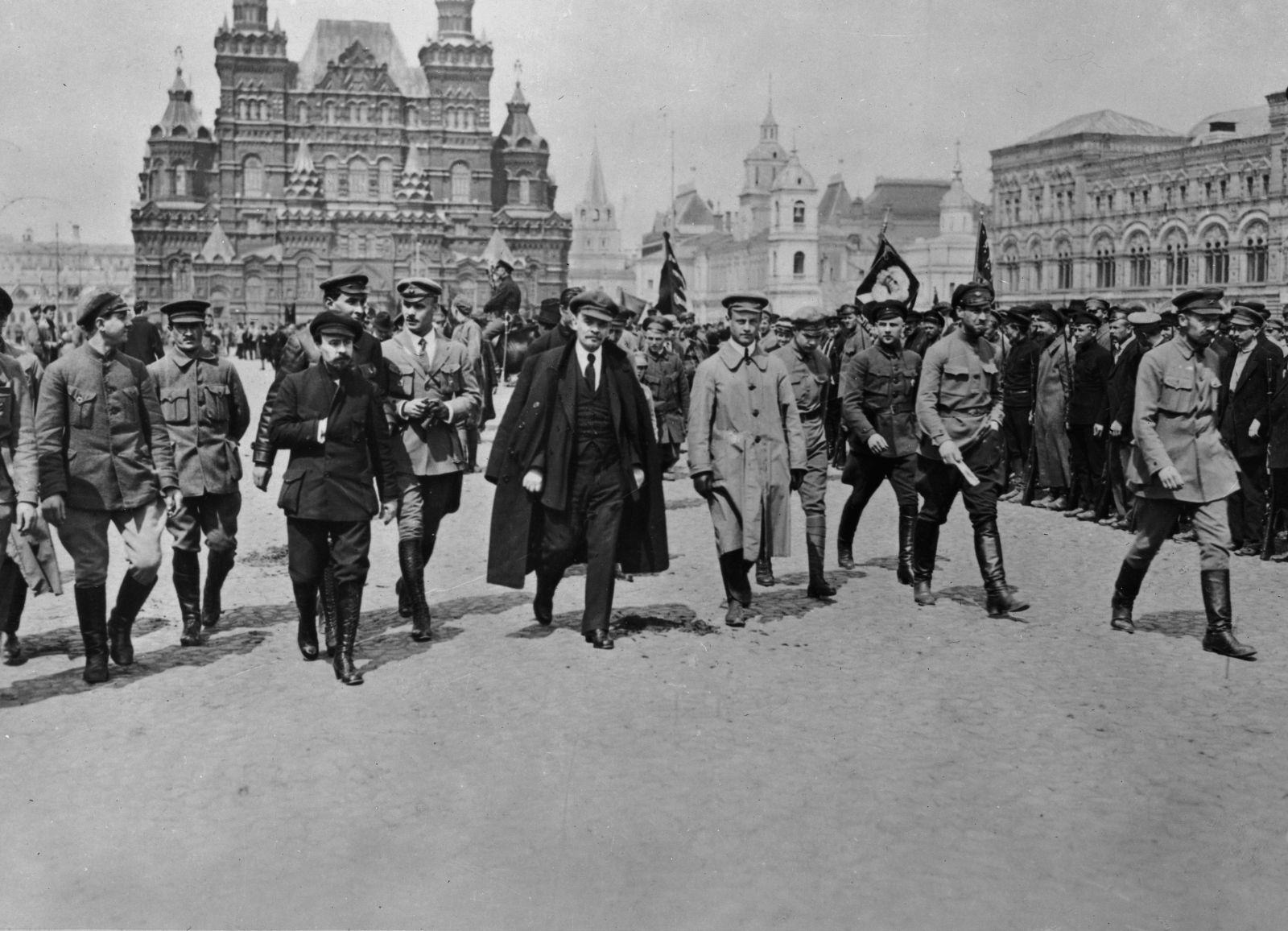
Ленін у центрі Москви, 1919 рік

Реалізуючи Ленінське гасло «грабуй награбоване», більшовики в масовому порядку здійснювали поголовну конфіскацію (експропріацію) у власників приватної власності, яку вони вважали придбаною за рахунок експлуатації трудярів, тобто, пограбуванням. При цьому більшовики ніколи не з'ясовували, чи отримана приватна власність власною працею, або за рахунок експлуатації інших людей, чи адекватно власники оплачували найману працю, яку частину конфіскованої приватної власності власник створив власною працею.

## Підтримка більшовиків народом
На думку британського історика Орландо Файджеса, думка про те, що більшовиків підняла на вершину влади масова народна підтримка їхньої партії, не відповідає дійсності і є помилкою. На думку Файджеса, жовтневий переворот в Петрограді був державним переворотом, який підтримувала лише невелика частина населення. Файджес пояснює успіх більшовиків тим, що останні були єдиною політичною партією, яка безкомпромісно виступала за гасло «вся влада Радам», яке стало популярним у 1917 році після невдалого Корніловського заколоту. Як вказує Файджес, восени 1917 р. з'явився потік резолюцій з фабрик, з сіл, з армійських частин, які закликали сформувати радянський уряд. При цьому автори резолюцій під «владою Рад» розуміли Всеросійську раду за участю всіх соціалістичних партій .
У липні 1917 року, коли партія більшовиків не змогла отримати більшість у радах робітничих і солдатських депутатів, вона «тимчасово зняла» гасло «Вся влада Радам!». Після жовтневого перевороту, під час так званої «Тріумфальної ходи Радянської влади» в тих випадках, коли окремі ради не погоджувалися ставати органами диктатури РСДРП (б), більшовики не зупинялися перед їх розгоном і заміною надзвичайними органами — революційними комітетами.
Олександр Парвус у 1918 році писав  :
Нинішні Ради тероризують не тільки реакціонерів і капіталістів, а й демократично налаштовану буржуазію і навіть всі соціалістичні робітничі організації, незгодні з їх думкою. Вони розігнали Установчі збори і тримаються, втративши моральний авторитет в очах народних мас, виключно на багнетах.

## Прихильники і противники
Більшовиків підтримували, хоча і не без критики їхньої політичної практики , ліві теоретики в Європі, наприклад, Роза Люксембург і Карл Лібкнехт.

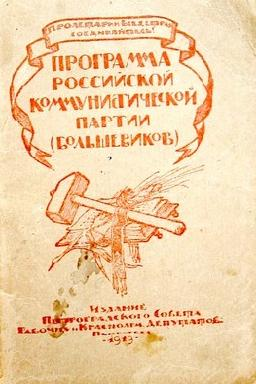
Програма РКП (б). 1919 рік

У той же час ця політична течія викликало відторгнення у соціал-демократів — центристів, наприклад, Карла Каутського і вкрай лівих прихильників «комунізму робочих рад», наприклад, Отто Рюле і Антона Паннекук. Відповідь на вкрай ліву критику був дан Леніним в брошурі «Дитяча хвороба „лівизни“ в комунізмі [Архівовано 1 червня 2009 у Wayback Machine.]», в свою чергу Антон Паннекук відповів Леніну в роботі «Світова революція і комуністична тактика».
У 20-30-х роках ліва опозиція до Сталіна прийняла самоназву «більшовики — ленінці», підкреслюючи цим свою спадкоємність з революційною традицією на противагу термідоріанському сталінізму. Після політичних процесів 30-х років велика частина «ленінської гвардії» була репресована. Виходячи з цього, є думка, що більшовизм як явище зійшов з історичної сцени:З іншого боку ряд вчених дотримуються думки, що більшовизм зазнавав змін, і як явище, закінчився тільки на початку 1990-х.
У західній політології деякими авторами більшовизм аналізується з позицій схожості і відмінності з фашизмом і нацизмом.